# 匡威

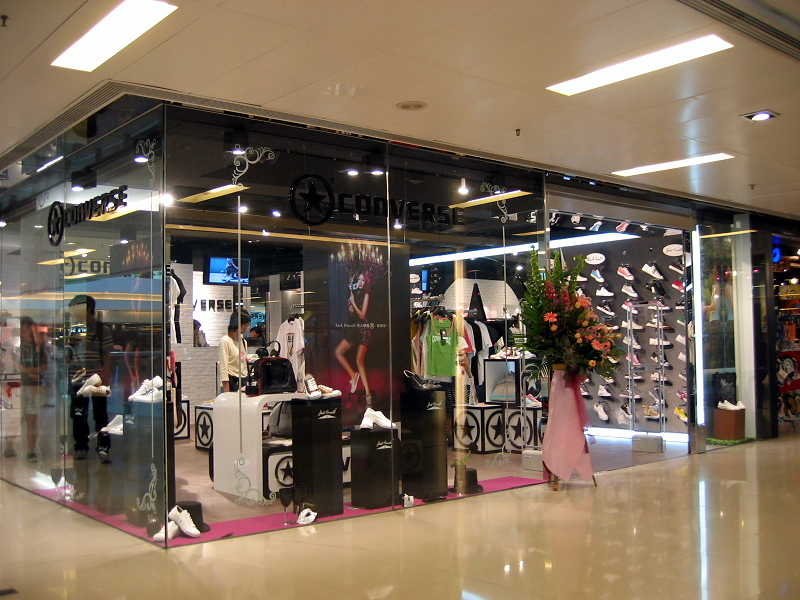
香港新城市廣場Converse分店

匡威（英語：Converse）是一家创立于20世纪早期的美国运动鞋公司的品牌。2003年7月被耐克收购。

## 主要产品
Chuck Taylor All-Stars

## 历史

### 1908–1941
1908年，马奎斯·米尔斯·匡威在美國麻薩諸塞州以自己的姓氏創立了匡威橡膠鞋公司（Converse Rubber Shoe Company），專門製造男女鞋和童鞋的鞋墊。至1910年，匡威每天生產四千雙鞋，直到1915年才開始生產網球運動鞋。1917年可謂是匡威的轉捩點，當時發表了籃球鞋款，凭着产品本身的优异特性，成为历史上最著名的运动鞋之一。自其问世至今，已成为全世界家喻户晓的帆布鞋代名词，被誉为帆布鞋中的“劳斯莱斯”，同美国历史悠久的品牌如麦当劳快餐、可口可乐饮料、福特汽車、Levi's牛仔裤一样，成为美国文化精神的象征。
1921年，籃球運動員查克·泰勒走進匡威公司抱怨腿部痠痛的問題，匡威便指派他為產品銷售員和業務員，在美國推銷匡威鞋款。1923年，泰勒的簽名被放進All Star鞋款的標誌。

### 1941至今

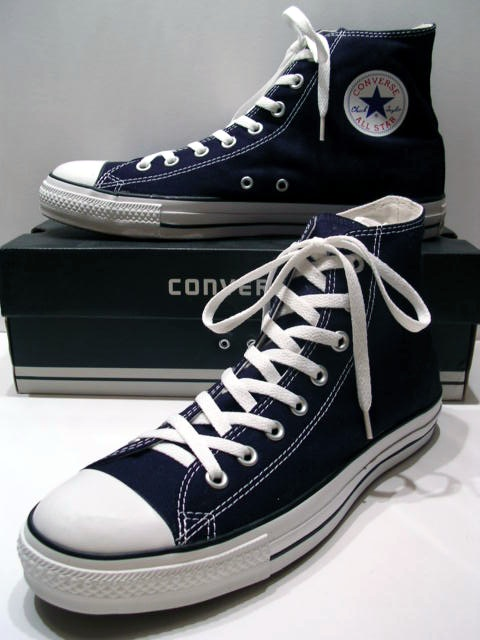
All Star帆布鞋是匡威的经典产品

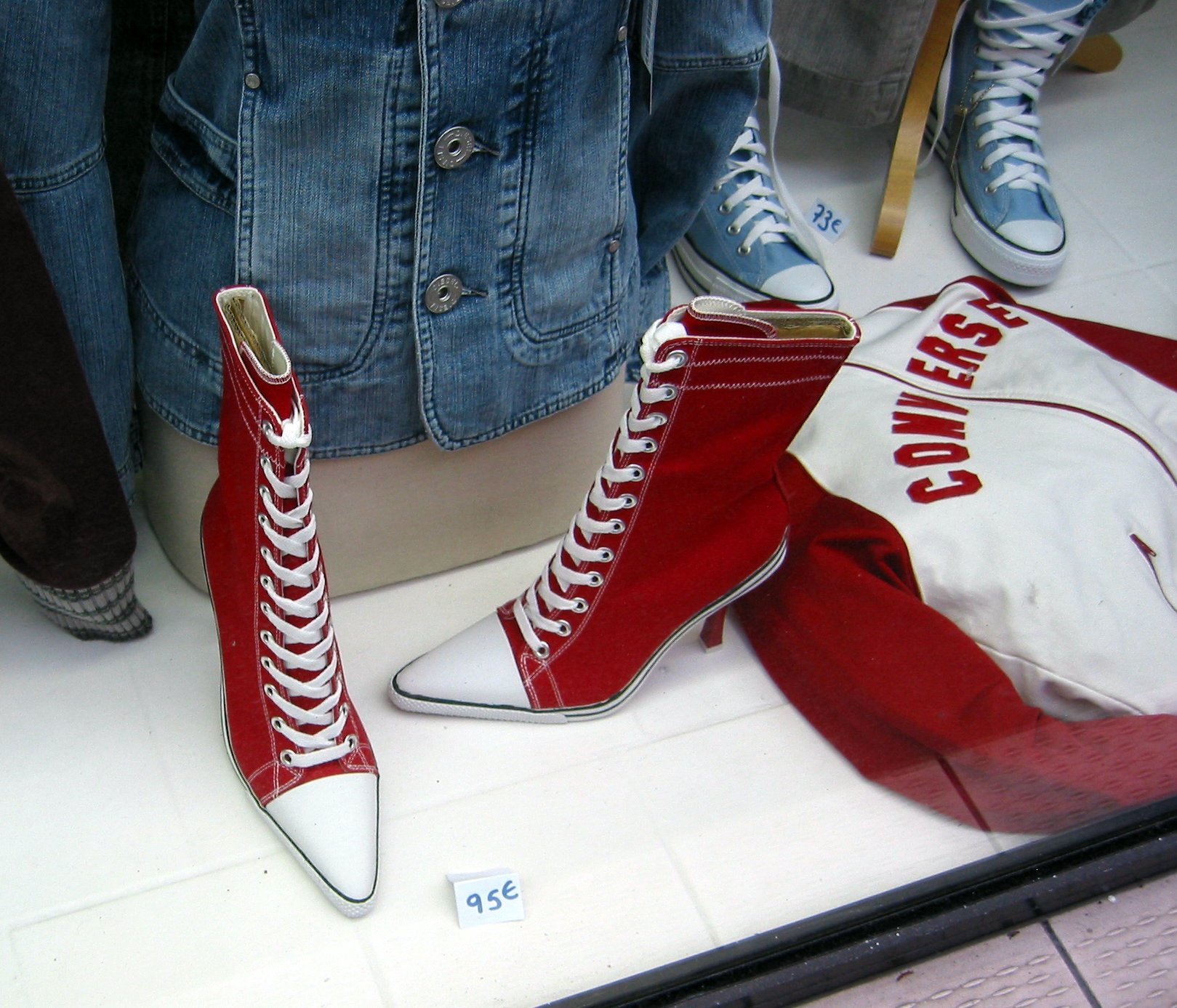
匡威時尚的高跟鞋

當美國在1941年參加二次世界大戰時，匡威轉而生產軍用的鞋、服飾、靴子、橡膠製配備等等，之後在1950和1960年代，匡威的運動鞋變得相當的流行，受到高中和大學運動員的喜愛，匡威的鞋子變成是當時必備鞋。
1970年代，匡威的市場獨占率大幅下滑，許多競爭對手如阿迪达斯、耐克和銳步都紛紛推出產品來瓜分市場，匡威也不再是美國職業籃球聯賽（NBA）的指定品牌。多年後，市場的消退和經營的不善使得匡威在2001年1月22日宣布申請破產保護，後於2003年7月9日，耐克公司以3.05億美元成功完成重組。當公司易手時，最後一間在美國的工廠也正式關閉，從此之後，美國市場的鞋子就不在美國生產製造，改由亞洲和歐洲的國家生產，如中國大陸、印尼、義大利、立陶宛和越南。

### 近代歷程
- 1908年，Converse（匡威）的由来取自于创办人Marquis M. Converse的姓氏，All Star从此诞生。
- 1917年，第一双 Converse All Star鞋问世，凭着产品本身的优异特性，成为历史上最著名的运动鞋之一。
- 1917年，一位叫查克·泰勒（Chuck Taylor）的年轻篮球运动员加入了职业篮球联盟，选Converse All Star鞋做的运动鞋。由于他不断地推荐Converse All Star卖给各大学、高中地篮球队，所以1921年，Chuck Taylor便与Converse匡威签约，成为业务代表的一员，展开Converse和Chuck Taylor传奇性合作的一页。
- 1923年，Chuck Taylor的签名被放在运动鞋的脚踝处，成为产品的特色之一，All Star成为篮球鞋的代名词。
- 1936年，Chuck Taylor的签名成为Converse（匡威）商标的一部分，Converse（匡威）密不可分，并且展开了人们在运动场合穿运动鞋的概念。
- 1936年，Converse All Star鞋成为美国奥运篮球代表队的指定专用鞋。
- 1941年，二次世界大战期间Converse（匡威）也投入了美国军需品的生产行列，凭着Converse（匡威）的专业技术，生产了一系列特殊用途的靴子、头套、护脚等等。
- 1966年，Converse All Star 第一次推出彩色篮球鞋，打破了近六十年单一白色的色彩策略。
- 1982年，在纳斯达克股票市场挂牌，成为上市公司。
- 1985年，All Star鞋风靡日本，创造极佳业绩。[來源請求]
- 1991年，成为NBA指定比赛用鞋。
- 1996年，All Star全球销售超过7亿双。
- 2003年，被Nike收购。
- 2008年，Converse創立百年，推出ALL STAR百年紀念款。
- 2018年，Converse於倫敦時裝周上與Jonathan Anderson再次合作，推出全新款式的Chuck Taylor[2]。

## 市場主要競爭對手
匡威的市場對手有：
- Adidas
- Asics
- Fila
- Mizuno
- New Balance
- NIKE
- Puma
- Reebok
- Under Armour
- Vans